# Жосан Олександр Едуардович

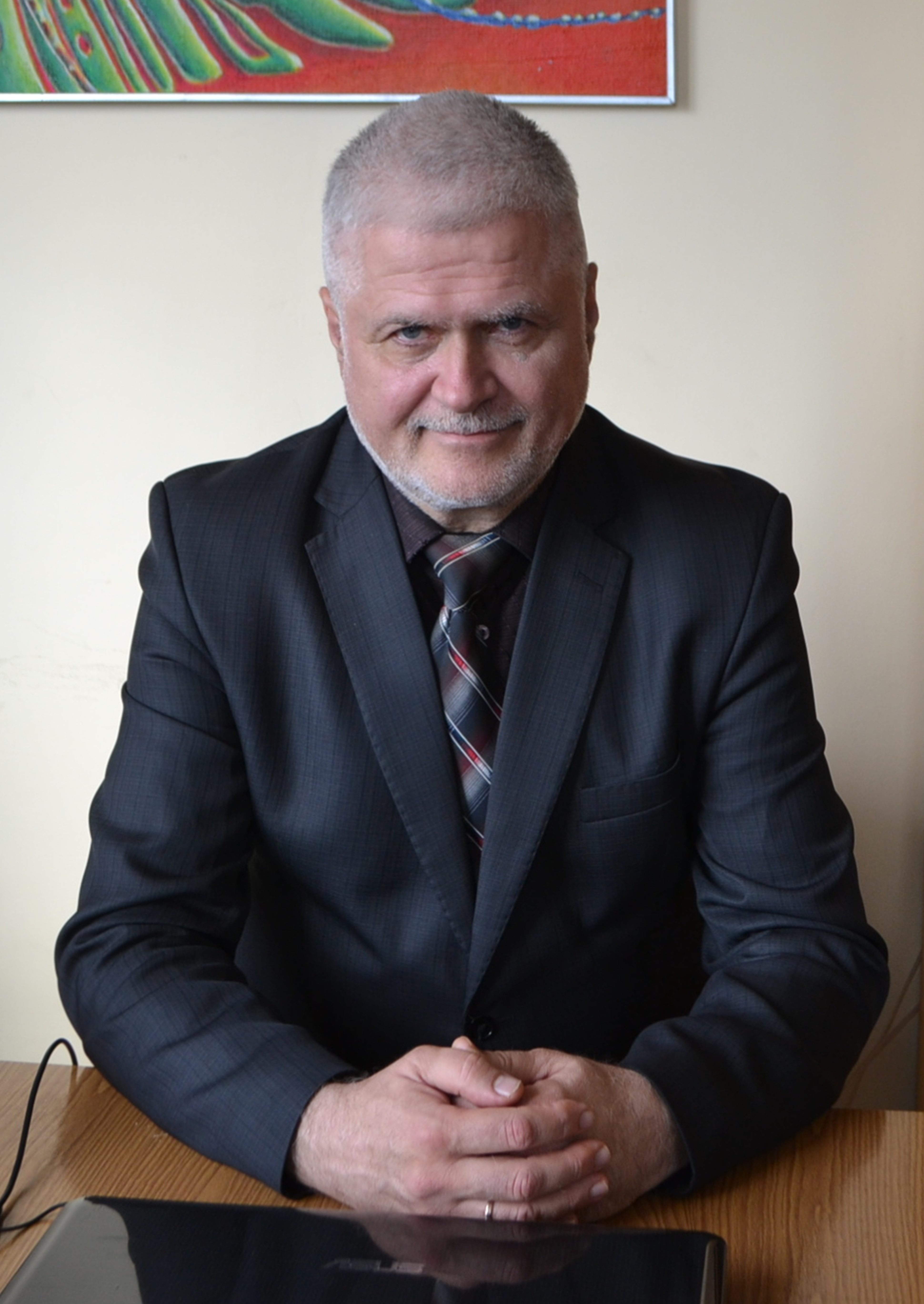
Жосан О.Е.

Жосан Олександр Едуардович (нар. 23 грудня 1960 року, м. Кіровоград ) — український педагог, краєзнавець; кандидат педагогічних наук   , автор наукових праць з проблем педагогіки, андрагогіки, історії освіти, інклюзивної освіти, теорії навчальної літератури (підручникознавство, словникарство), менеджменту, етики, християнської етики,  історичного краєзнавства.

## Життєвий шлях та професійні досягнення
Народився у м. Кіровограді (Кропивницький) 23 грудня 1960 року. Вчитель історії (1984—1992); методист управління освіти Кіровоградської міської ради (1992—1994); директор загальноосвітньої школи І-ІІІ ступенів № 33 Кіровоградської міської ради (1994—2005). З жовтня 2005 року — робота у комунальному закладі «Кіровоградський обласний інститут післядипломної педагогічної освіти імені Василя Сухомлинського» (відділ інноваційної діяльності та інтелектуальної власності — завідувач; кафедра педагогіки, психології і корекційної освіти — старший викладач, доцент, завідувач кафедри; з 23.09.2024 — старший викладач кафедри). Захистив дисертацію «Підготовка вчителів до апробації шкільної навчальної літератури в системі післядипломної освіти» на здобуття наукового ступеня «кандидат педагогічних наук», Університет менеджменту освіти НАПН України (жовтень 2008 року) .. Основні публікації (монографії, статті, посібники) стосуються проблем педагогіки, історії освіти, підручникознавства  та словникарства  . Жосан О. Е. є ініціатором та організатором всеукраїнських науково-практичних конференцій з проблем психологічної підтримки учасників освітнього процесу  , багато уваги приділяє питанням розвитку післядипломної освіти , національно-патріотичного виховання молоді та удосконалення методики викладання предмета «Захист України», є розробником освітньої програми підготовки ветеранів ЗСУ до роботи в закладах освіти . Має досягнення в історичному краєзнавстві , друкує статті у збірниках "Інгульський степ"  , "Між Бугом і Дніпром"  .

## Основні праці
- Жосан О. Е. Тенденції розвитку шкільної навчальної літератури в Україні (20-ті — 80-ті роки ХХ століття): [монографія] / О. Е. Жосан. — Кіровоград: Ексклюзив-систем, 2013. — 656 с. Електронний ресурс. — Режим доступу: https://library.kr.ua/wp-content/elib/zhosan/tendrozvytku.pdf [32].
- Жосан О. Е. Становлення та розвиток радянської шкільної навчальної літератури в Україні (1921—1991 роки): [монографія] / О. Е. Жосан. — Кіровоград: Ексклюзив-Cистем, 2015. — 360 с. Електронний ресурс. — Режим доступу: https://library.kr.ua/wp-content/elib/zhosan/stanovtarozvytok.pdf [33].
- Жосан О. Е. Підручники і посібники для загальної середньої освіти у 1921—1991 роках: [монографія] / О. Е. Жосан. — Кропивницький: Ексклюзив-Cистем, 2021. — 345 с. Електронний ресурс. — Режим доступу: https://library.kr.ua/wp-content/elib/zhosan/pidruchiposibn.pdf .
- Підручникознавство: словник-довідник / уклад. О. Е. Жосан. — Кропивницький: КЗ «КОІППО імені Василя Сухомлинського», 2024. — 302 с. Електронний ресурс. — Режим доступу: https://drive.google.com/file/d/1BnPuWbMfzlTjSOql-BaHrCar9uc09__j/view?usp=sharing [34].
- Жосан О. Е. Вулиці Єлисаветграда — Зінов'євська — Кірово — Кіровограда в першій половині ХХ століття: [історичний нарис] / О. Е. Жосан. — КЗ «КОІППО імені Василя Сухомлинського», 2019. — 108 с. (Серія: «Міський архітектурний ландшафт». Електронний ресурс:. — Режим доступу: https://library.kr.ua/wp-content/elib/zhosan/street.pdf [35].
- Кіровоград у роки окупації: життя населення та окупантів (документи і спогади): [альбом] / автор-укладач О. Жосан. — Кропивницький: ЕксклюзивCистем, 2018. — 480 с. Електронний ресурс. — Режим доступу: https://drive.google.com/file/d/1arWTKv-B61DgeicEOagVF0sPxSlC-n57/view?usp=sharing [36] [37].
- Особливості викладання предмета «Захист України» в умовах освітнього осередку: навч.-метод. посіб. / уклад. Жосан О. Е. Кропивницький: КЗ «КОІППО імені Василя Сухомлинського», 2025. 84 с. Електронний ресурс. — Режим доступу: https://drive.google.com/file/d/111T1LMQUAHnPZUmK1u4fPvQh6pF8HXIn/view?usp=sharing [38] [39].

## Громадська діяльність
Жосан О. Е. є одним із адміністраторів загальнодоступної віртуальної групи "Клуб «Краєзнавство: Центральний регіон» у соціальній мережі «Facebook» . Клуб функціонує з 2017 року і має на меті популяризацію досягнень історичного краєзнавства, сприяння активізації наукових досліджень та формуванню у громадян почуття патріотизму і любові до рідного краю.

## Відзнаки
- Грамота Кіровоградської обласної військової адміністрації (2023) [41].
- Грамота Державної наукової установи «Інститут модернізації змісту освіти» Міністерства освіти і науки України (2024) [42].
- Лауреат обласної краєзнавчої премії імені Володимира Ястребова (2025) [43][44].